# Mademoiselle Rachel
Mademoiselle Rachel (Portrait of Mlle Rachel) è un dipinto a olio su cartone dell'artista inglese William Etty, dipinto negli anni 1840 e attualmente nella galleria d'arte di York. Ritrae l'attrice tragica Élisabeth-Rachel Félix, più nota come Mademoiselle Rachel, all'epoca una delle attrici più acclamate in Francia. Il soggetto viene ritratto non mentre guarda l'artista, ma nell'atto di dare un'occhiata al di fuori del quadro, ansiosamente e con le lacrime agli occhi. Probabilmente l'opera venne dipinta durante uno dei tour di Rachel a Londra negli anni 1840. Il quadro sembra incompiuto, il che lascia intuire che venne dipinto in un'unica seduta e che Rachel non tornò per dare a Etty l'opportunità di finirlo.

## Soggetto e descrizione
Mademoiselle Rachel ritrae l'attrice francese Élisabeth-Rachel Félix, nota comunemente come Mademoiselle Rachel. Rachel nacque nel 1821 da una coppia di genitori ebrei poveri, e nel 1838 fece il suo debutto a Parigi nell'Orazio di Pierre Corneille, un'interpretazione che si dice abbia causato "una rivoluzione nel buon gusto del pubblico". Presto ella divenne una delle attrici più rispettate in Francia, e "l'ornamento di ogni salotto alla moda di Parigi". Pur avendo un contratto con la Comédie-Française, la sua importanza per la compagnia era tale da poter negoziare quattro mesi di pausa all'anno, permettendole di esibirsi all'estero con altre compagnie. Nel maggio del 1841 Rachel visitò Londra, dando una serie di spettacoli ben accolti.
(Recensione del Times sul ruolo di Mademoiselle Rachel nel Bajazet, 22 maggio 1841)
Rachel tornò a Londra per degli altri tour nel 1842, nel 1846 e nel 1847. Non si sa con certezza quando si incontrarono Etty e Rachel, ma l'incontro potrebbe essere avvenuto attraverso il suo amico William Macready, che all'epoca era l'amministratore del Theatre Royal Drury Lane.
In linea con i ruoli tragici nei quali si era specializzata allora, Rachel non viene ritratta mentre guarda l'artista, bensì mentre, ansiosamente, getta un'occhiata al di fuori della tela con degli occhi umidi. Sembra che il dipinto sia incompiuto, il che lascia intendere che venne dipinto in una sola seduta e che Etty non ebbe l'opportunità di far posare di nuovo Rachel. Ciononostante, nel 1958 il biografo di Etty Dennis Farr la descrisse come un'opera "di estrema sensibilità e percezione". Il quadro è dipinto sul cartone, e sul retro c'è un bozzetto a olio di Etty che ritrae una donna nuda accovacciata.